# Галерея Синара Арт
Галерея Синара Арт (ранее Екатеринбургская галерея современного искусства) — частный музейно-выставочный комплекс в Екатеринбурге. Галерея специализируется на профессиональном изобразительном искусстве Урала.

## Официальное открытие
Дата основания галереи - 30 августа 2004 года. С 12 сентября 2019 года Галерея перезапустилась в культурно-выставочном комплексе "Синара Центр".

## Коллекция галереи
Коллекция галереи насчитывает 1500 произведений живописи, графики, скульптуры и демонстрирует эволюцию художественной школы Урала, начиная с XIX века. Постоянная экспозиция регулярно обновляется. В залах постоянной экспозиции представлено около 200 работ. В галерее ведется научная и экспертная работа. Есть своя реставрационная мастерская. Основная задача коллекции – сохранить лучшие работы уральских художников. Благодаря поисковой и практической деятельности, галерея является профессиональным консультационным центром изобразительного искусства Урала. Благодаря научной деятельности галереи, в российское искусствоведение было введено понятие Нижнетагильской школы живописи: её описание сделано в 2012 году в каталоге коллекции галереи: Екатеринбургская галерея современного искусства: альбом / сост.: Т.А. Пумпянская, Б.И. Салахов, Е.А. Хотинова. – Екатеринбург: Уральский рабочий, 2012. – 224 с.: ил.
В 2020 году коллекция Галерея Синара Арт пополнилась 150 работами современных российских художников. Это позволило кураторам Галереи осмыслять уральское искусство в широком контексте общероссийских художественных процессов нескольких последних десятилетий, выявляя взаимосвязи глобальных и локальных художественных явлений, стирая традиционные границы между искусством центральных и периферийных территорий.
В мае 2021 года состоялась презентация обновлённой коллекции Галереи в экспозиции "Все это - ВЫ".
На экспозиции были впервые представлены работы таких художников как Илья Кабаков, Олег Кулик, группа AES+F, Александр Виноградов и Владимир Дубосарский, Владислав Мамышев-Монро, Тимур Новиков, Дмитрий Цветков и многих других. На двух этажах Галереи можно разместилось около 120 работ.
Основной темой выставки «Всё это - ВЫ» стали личные переживания человека. Два больших раздела экспозиции «Вокруг» и «Внутри» погрузили зрителей в размышления об информационном шуме, повсеместных штампах и клише, тревогах и надеждах. Произведения, выстраивающиеся в многочисленные микросюжеты, позволили посетителям увидеть в этих историях себя и попробовать отыскать себя настоящих.
Куратор выставки  – арт-директор Галереи Синара Арт  Дарья Костина.
Галерея Синара Арт – активный участник художественной жизни региона. За время работы институции было организовано и проведено более 270 выставочных проектов, в том числе международных, 7 онлайн-проектов и три уличные экспозиции.

## Художники
Собрание галереи включает в себя произведения разных жанров, представляющие различные направления. Основные из них – это реализм, импрессионизм, соцреализм, символизм, нонконформизм, экспрессионизм, нео-авангард и другие. Реалистическая школа представлена такими авторами, как Корзухин А.И., Бершадский Ю.Р., Бершадская-Столяр А.Ю., Бернгард О.Э., Зинов В.С., Мелентьев Г.А. и другими. Импрессионистическое направление ярко проявилось в творчестве уральского художника Туржанского Л.В., а также мастеров более молодого поколения – Абрамова А.А., Болотских И.Е., Новикова А.И., Грязных Н.Ф. Ключевое направление в отечественном искусстве XX века – соцреализм – стало основным для таких художников как Годин Н.А., Гаев Г.П., Вейберт Л.П., Зудов Л.Г., Симонов И.И., Карагяур А.Г., Новиченко В.А. Искусство художников, не согласных работать в рамках соцреалистического канона и тематики, относят к направлению нонконформизма, которое в собрании галереи представлено работами Неизвестного Э.И., Федореева Н.З., Шурова И.О., Малахина Е.М., Дьяченко В.Ф., Жукова В.Г.   

## Интересные факты
- В 2012 году галерея организовала первую за 25 лет выставку[4] всемирно известного скульптора Э.И. Неизвестного, родившегося в Свердловске и ныне живущего в Нью-Йорке. С этой выставки началось «возвращение» мастера на родину. Благодаря инициативе галереи и общественности, в 2013 году в Екатеринбурге открыт музей Эрнста Неизвестного при поддержке Губернатора Свердловской области.
- В 2009 году галерея разработала авторский проект «Летопись современного завода» о возрождении индустриального жанра в изобразительном искусстве. Проект стал успешным примером сотрудничества молодых профессиональных художников и бизнеса в новых экономических условиях. С 2010 года проект реализуется на производственных предприятиях ТМК[5] и Группы Синара[6].
- Галерея стала победителем Ural Twitter Awards в номинации "Лучший культурный Twitter", учрежденного сервисом отзывов Flamp[7] в 2012 и 2013 годах.
- Берлинский медведь (2007) и Берлинская медведица (2011), подаренные Генеральным консульством Германии городу Екатеринбургу, символы международного сотрудничества, были расписаны молодыми уральскими художниками в мастерских галереи.[8]
- Трехэтажный особняк, построенный в 1992 году как частный дом, в котором сейчас  расположена галерея, является типичным образцом краснокирпичной архитектуры в постперестроечный период.
- С 2007 года галерея проводит авторский проект «Открытие нового времени», который знакомит российского зрителя, искусствоведов и музейное сообщество с творчеством неизвестных по разным причинам советских художников Урала.
- Галерея ежегодно принимает участие в международной акции "Ночь Музеев"[9]
- В 2017 году знаковые произведения из коллекции галереи (работы Николая Федореева, Игоря Шурова и др.) были показаны на масштабной выставке «Приручая Пустоту. 50 лет современного искусства Урала», организованной Уральским филиалом Государственного центра современного искусства в составе РОСИЗО. Проект представлял собой наиболее полное исследование современного искусства Урала с момента становления альтернативной художественной среды (1960-е) по сегодняшний день. Выставка была впервые представлена в Екатеринбурге, а затем в 2017-2018 годах была показана в Москве, Нижнем Новгороде, Красноярске, Перми, Самаре.
- В сентябре 2018 года галерея представила на ярмарке современного искусства Cosmoscow интерактивный социальный стрит-арт проект Славы Ptrk и Владимира Абиха «Уличная грязь», исследующий проблему гуманистического кризиса современного общества. Международная ярмарка Cosmoscow – ежегодный фестиваль современного искусства, призванный объединить как российских, так и международных коллекционеров, галеристов и художников.
- В марте 2019 года в швейцарской галерее D10 Art Space (Женева) галерея презентовала концептуальный выставочный проект «Урал – зона освоения», сформированный из своего собрания и частных коллекций. Выставка была подготовлена при поддержке Группы Синара. Экспозиция объединила 43 произведения наиболее значимых авторов, отражающие уникальный эстетический феномен – «уральский трансавангард».
- В сентябре 2019 галерея открылась в новом формате и на новом месте: в культурно-выставочном комплексе «Синара Центр». Запуск обновленной Галереи Синара Арт был ознаменован открытием на ее площадке двух спецпроектов 5-й Уральской индустриальной биеннале современного искусства: это выставка Саши Генциса «Соцреалистический сюрреализм» и выставка швейцарского художника Бернара Гаро «Глубины и поверхности».

- Берлинские медведи, подаренные Екатеринбургу, были расписаны (ВИДЕО) молодыми уральскими художниками.